# 杉浦孝宣
杉浦 孝宣（すぎうら たかのぶ、1960年 - ）は、日本の教育家、NPO法人高卒支援会代表。カリフォルニア州立大学出身。

## 略歴
- 1985年4月 - 中卒浪人生の為の学習塾「学力会」を創設
- 1991年4月 - 単位制である東京都立新宿山吹高等学校専門予備校に
- 2008年8月 - NPO法人教育支援協会連合会東京支部理事として無料教育相談を開始
- 2008年9月 - 都政新報に寄稿『教育の現場から』へ12回掲載
- 2008年9月 - 東京都青少年・治安対策本部発行の少年ガイドブックへ掲載
- 2010年4月 - NPO法人高卒支援会を創立
- 2010年9月 - 学力会 (関連団体)板橋経営品質賞 特別賞受賞
- 2013年12月 - 児童養護施設星美ホームにて高校進学指導
- 2014年4月 - 日本商工会議所より補助金採択　高校進学未定問題を都立補欠募集を活かして進学する事を提言
- 2014年11月 - NPO法人高卒支援会にて　特定非営利活動法人として認証を受ける
- 2016年7月 - NPO法人高卒支援会にて 新宿子ども未来基金採択
- 2017年4月‐鹿島学園高等学校通信制サポート校西新宿エルタワー校に認定
- 2020年5月29日 - NHK番組首都圏ネットワーク　出演
- 2020年6月8日 - NHK番組おはよう日本　出演
- 2020年8月13日 - 日刊ゲンダイにて「コロナ禍で夏休み後に急増!?不登校になった私立中・高校生を待ち受ける厳しい現実と克服法」掲載
- 2020年11月9日 - 一般社団法人　不登校・引きこもり予防協会　代表理事就任
- 2020年11月30日 - NPO法人高卒支援会　理事長退任
- 2021年5月10日 - 読売新聞にて「コロナに挑む　積極的な訪問支援を」掲載
- 2021年11月16日 - 産経新聞にて「高齢化で『8050』から『9060』問題へ」掲載

## 講演会歴
- 2010年2月10日 - 非行・不登校の子供と向き合って
- 2011年1月23日 - 通信制・個別相談会講演会
- 2012年2月2日 - 東京都板橋区中学校教育研究会
- 2012年9月22日 - 不登校は精神疾患ではない精神科医内海先生×杉浦孝宣コラボ講演会
- 2014年11月20日 - 「困難を抱える若者のキャリア形成・雇用創出支援に関する政策提言事業」 横浜市立大学にて
- 2014年12月13日 - 「高校中退と進路指導」早稲田大学にて。
- 2015年3月7日 - 少しだけ先の将来を考えよう！ 東京しごとセンター主催
- 2015年7月12日 - 困難を「生きる力」に変えるヒント 高校中退〜不登校でも引きこもりでもやり直せる 保谷駅前公民館主催
- 2015年12月18日 - 都内私立中学高校で「中高一貫校の不登校、高校中退対策」
- 2016年4月～ - 毎月講演会保護者会実施中、現在に至る
- 2016年12月 - 城北高校、講演会
- 2017年1月14日 - 出口治明先生との講演会
- 2017年11月9日 -「不登校・高卒中退・引きこもりの解決を目指す！」
- 2018年2月20日 - 世田谷区立尾山台中学校にて「不登校への理解と支援」
- 2019年10月10日 - 不登校の子供の高校進学
- 2019年11月9日 - 学びづらさを抱えた子供たちの教育進路を考える

## 著書
- 『強く生きろ-ある学習塾塾長の四国遍路の旅』（2004年、学びリンク）
- 『高校中退～不登校でも引きこもりでもやり直せる！』（2014年、宝島社新書）
- 『不登校・ひきこもりの9割は治せる　1万人を立ち直らせてきた3つのステップ』（2019年7月17日　光文社新書）
- 『不登校・引きこもり急増　コロナショックの支援の現場から』(2021年11月17日　光文社新書)